# Bumacris bougainvillea
Bumacris bougainvillea är en insektsart som beskrevs av Willy Adolf Theodor Ramme 1941. Bumacris bougainvillea ingår i släktet Bumacris och familjen gräshoppor. Inga underarter finns listade i Catalogue of Life.